# The Tokens
The Tokens é uma banda norte-americana de doo-wop, composta exclusivamente por homens. A banda é originária do Brooklyn. Eles são mundialmente conhecidos pelo single de 1961 "The Lion Sleeps Tonight".

## História
A banda foi formada em 1955 na escola pública Abraham Lincoln nos Estados Unidos e chamada inicialmente de The Linc-Tones. Originalmente, os membros eram Neil Sedaka, Hank Medress, Eddie Rabkin e Cynthia Zolotin, até que Rabkin foi substituído por Jay Siegel em 1956, época em que a banda gravou seu primeiro single, "While I Dream".
Em 1957, Sedaka e Zolotin saíram da banda, permanecendo Siegel e Medress, que adicionariam mais dois membros à banda e gravariam o single "Picture in My Wallet". A banda se estabilizou com estes integrantes e passou a ser conhecida como The Tokens, em 1960. Posteriormente foram integrados à banda  “13-year-old multi-instrumentalist” e o primeiro tenor Mitch Margo e seu irmão barítono Phil Margo, e também o guitarrista Joe Venneri.
No início de 1961, The Tokens lançou um single para a empresa fonográfica Warwick Records intitulado "Tonight I Fell In Love", que alcançou a 15ª posição no Billboard Hot 100 dando à banda a oportunidade de participar do programa de televisão americano Coreto. A popularidade que a banda obteve como resultado desse desempenho trouxe novas oportunidades de gravações, culminando com a gravação de um cover da canção "The Lion Sleeps Tonight" do cantor sul-africano Solomon Linda, pela RCA Victor. Esta gravação atingiu a 1ª posição da Billboard Hot 100, onde permaneceu por três semanas. A mesma faixa alcançou a 11ª posição na UK Singles Chart.
Ambas as músicas "Tonight I Fell in Love" e "The Lion Sleeps Tonight" venderam mais de um milhão de cópias e foram premiadas com dois discos de ouro.